# Нагуру
Нагуру (груз. ნაგურუ) — село в Грузії.
За даними перепису населення 2014 року в селі проживає 320 осіб.